# 마리야 니콜라예브나 여대공 (1899년)
마리야 니콜라예브나 로마노바(러시아어: Великая Княжна Мария Николаевна Романова, 1899년 6월 26일~1918년 7월 17일)는 로마노프 황족으로, 러시아 제국의 마지막 황제 니콜라이 2세와 알렉산드라 표도로브나 사이의 삼녀이다. 2001년, 마리야는 자신의 가족 및 다른 러시아 혁명시의 교회 순교자들과 함께 러시아 정교회에 의해 성녀로 시성되었다.
1989년에 처형되었던 황제 가족들의 유해가 발견되었을 때, 마리야와 알렉세이의 유해가 없어 한동안 살아 있었던 게 아니냐는 가설들이 제기되었다. 그러나 2007년 마리야와 알렉세이의 것으로 보이는 유해가 발견되어 이 논란은 끝났다.

## 같이 보기
- 니콜라이 2세
- OTMA
- 그리고리 라스푸틴